# 徐大枚
徐大枚（？—1764年），字惟吉，汉军正蓝旗人。康熙甲午举人，戊戌进士。
后任翰林院庶吉士、两淮盐运使、安徽廬州府知府、江苏苏州府知府、广东肇羅道、四川建昌道。

## 诗词
秋日寓武陵精舍所作
（清）徐大枚
“荒庵破衲两萧闲,竟日高谈兴未阑。
一榻茶香炊燹眼,半帘秋色上鸡冠。
客怜岁月悲歌在,病念亲朋去住难。
清磬数声僧课晚,卧看花雨散檐端。”

## 评价
雍正年间《硃批諭旨》載：“蘇州府知府徐大枚，品行端方，實心辦事，但其才具似與蘇郡不甚相宜，可勝鹽務道之任，蘇州府缺，查新補廬州府知府。”